# Typeschata intermedia
Typeschata intermedia är en insektsart som beskrevs av Schmidt 1920. Typeschata intermedia ingår i släktet Typeschata och familjen spottstritar. Inga underarter finns listade i Catalogue of Life.